# Конвенция о ликвидации всех форм дискриминации женщин
| Подписавшие и ратифицировавшие Вступившие Соблюдающие | Подписавшие, но не ратифицировавшие Не подписавшие |

Обозначения. Страны:
Подписавшие и ратифицировавшие
Вступившие
Соблюдающие
Подписавшие, но не ратифицировавшие
Не подписавшие

Конвенция ООН о ликвидации всех форм дискриминации женщин (Convention on the Elimination of all Forms of Discrimination Against Women, CEDAW) направлена на защиту прав женщин, принята 18 декабря 1979 года и вступила в силу 3 сентября 1981 года. Она включает в себя многие положения более ранней Конвенции о политических правах женщины 1953 года. По состоянию на октябрь 2015 года Конвенция вступила в силу для 189 стран, а США и Палау её подписали, но не ратифицировали; в протоколе участвуют 106 стран, ещё 13 его подписали, но не ратифицировали.

## История Конвенции
Конвенция включает в себя многие положения более ранней Конвенции о политических правах женщины 1953 года. По состоянию на октябрь 2015 года Конвенция вступила в силу для 189 стран, а США и Палау её подписали, но не ратифицировали; в протоколе участвуют 106 стран, ещё 13 его подписали, но не ратифицировали.
В 2000 году Генеральная Ассамблея ООН, ссылаясь, в частности, на эту конвенцию, провозгласила Международный день борьбы за ликвидацию насилия в отношении женщин.
В 2004 году Конвенция принята в России Законом РФ от 19.06.2004 N 52-ФЗ «О ратификации Факультативного протокола к Конвенции о ликвидации всех форм дискриминации в отношении женщин».

## Конвенция

### Краткое содержание
Конвенция имеет формат, аналогичный Конвенции о ликвидации всех форм расовой дискриминации. Конвенция состоит из шести частей, включающих, в общей сложности, 30 статей:
- Часть I (статьи 1–6) посвящена дискриминации, гендерным стереотипам и торговле людьми в целях сексуальной эксплуатации.
- Часть II (статьи 7–9) описывает права женщин в общественной сфере (политика, представительство, гражданство).
- Часть III (статьи 10–14) описывает экономические и социальные права женщин, уделяя особое внимание образованию, занятости и здоровью. Включены проблемы сельских женщин и их специальная защита.
- Часть IV (статьи 15 и 16) определяет право женщин на равенство в браке и семейной жизни, а также право на равенство перед законом.
- Часть V (статьи 17–22) учреждает Комитет по ликвидации дискриминации женщин, а также процедуру отчетности государств-участников.
- Часть VI (статьи 23–30) описывает влияние конвенции на другие договоры, обязательства государств-участников и исполнение конвенции.

### Основные положения
Статья 1 определяет дискриминацию в отношении женщин:
Любое различие, исключение или ограничение, проводимое по признаку пола, результатом или целью которого является умаление или аннулирование признания женщин, прав женщин и основных свобод в политической, экономической, социальной, культурной, гражданской или любой другой области.
Статья 2 требует от государств-участников, ратифицировавших конвенцию, закрепить гендерное равенство в своем внутреннем законодательстве, отменить все дискриминационные положения в своих законах и принять новые положения для защиты от дискриминации в отношении женщин, учредить трибуналы и государственные учреждения для эффективной защиты женщин от дискриминации, а также принять меры по ликвидации всех форм дискриминации, практикуемой в отношении женщин отдельными лицами, организациями и предприятиями.
Статья 3 требует от государств-участников гарантировать основные права человека и основные свободы женщинам «на основе равенства с мужчинами» в политике, социальной сфере, экономике и культуре.
В статье 4 отмечается, что «принятие… мер, направленных на ускорение установления фактического равенства между мужчинами и женщинами, не считается… дискриминационным». Специальная защита материнства не рассматривается как гендерная дискриминация.
Статья 5 требует от государств-участников принимать меры по искоренению предрассудков и обычаев, основанных на идее неполноценности или превосходства одного пола или на стереотипной роли мужчин и женщин. Государства-участники обязываются обеспечивать «признание общей ответственности мужчин и женщин за воспитание и развитие своих детей».
Статья 6 обязывает государства-участники «принимать все соответствующие меры, включая законодательные, для пресечения всех видов торговли женщинами» и принуждения к проституции.
Статья 7 делает упор на равенство женщин при голосовании, участии в правительстве, НПО, «ассоциациях, занимающихся проблемами общественной и политической жизни страны».
Статья 8 предусматривает гарантию равных возможностей женщин для представления своего правительство на международном уровне и участия в работе международных организаций.
Статья 9 о равных с мужчинами прав женщин на приобретение, изменение или сохранение своего гражданства и равных правах «в отношении гражданства их детей».
Статья 10 требует равных возможностей в образовании для студенток, поощряет совместное обучение, обеспечивает равный доступ к занятиям спортом, стипендиям и грантам, а также требует «сокращения числа девушек, не заканчивающих школу».
Статья 11 касается женского права на труд, требует равной оплаты за равный труд, права на социальное обеспечение, оплачиваемый отпуск и отпуск по беременности и родам «с сопоставимыми социальными пособиями по беременности и родам без утраты прежнего места работы, старшинства или социальных пособий». Вводит запрет на увольнение по причине материнства, беременности или состояния брака.
Статья 12 обязывает государства-участники к принятию мер по ликвидации дискриминации женщин в сфере здравоохранения, в том числе в отношении услуг, связанных с планированием семьи.
Статья 13 гарантирует равенство женщин «в других областях экономической и социальной жизни» (права на семейные пособия, банковские, ипотечные и другие кредиты, право участвовать в развлекательных мероприятиях, занятиях спортом и всех сторонах культурной жизни).
Статья 14 обеспечивает защиту сельских женщин и их особых проблем, гарантируя право женщин участвовать в программах развития, иметь «доступ к соответствующему медицинскому обслуживанию», «участвовать во всех видах коллективной деятельности», иметь «доступ к сельскохозяйственным кредитам» и «пользоваться надлежащими условиями жизни».
Статья 15 обязывает государства-участники гарантировать равенство женщин и мужчин перед законом, включая «одинаковую с мужчинами гражданскую правоспособность», закон о передвижении людей и свободу выбора места жительства.
Статья 16 касается равенства прав женщин и мужчин в браке и семейных отношениях (вступление в брак, свободный выбор супруга, «одинаковые права и обязанности в период брака и при его расторжении», равенство родительских прав, «одинаковые права свободно и ответственно решать вопрос о числе детей и промежутках между их рождениями», равенство личных прав мужа и жены, включая «право выбора фамилии, профессии и занятия», равноправие в отношении операций с имуществом).
Статьи 17—24. В этих статьях описываются состав и процедуры Комитета по ликвидации дискриминации в отношении женщин (КЛДЖ).
Статьи 25—30. (Применение КЛДЖ) В этих статьях описаны общие административные процедуры по КЛДЖ.

## Деятельность Комитета по ликвидации дискриминации в отношении женщин по рассмотрению индивидуальных жалоб
6 октября 1999 года принят факультативный протокол к Конвенции, вступивший в силу 22 декабря 2000 года; он предусматривает механизм индивидуальных жалоб на нарушения Конвенции. По состоянию на 23 января 2023 года 115 государств являлись участниками Протокола. Надзор за соблюдением Конвенции осуществляет Комитет по ликвидации дискриминации в отношении женщин из 23 экспертов.
По состоянию на 23 января 2023 года Комитетом рассмотрены в отношении государств-участников Протокола 133 сообщения (в том числе в отношении России — 8 сообщений, из которых по 5 сообщениям были установлены нарушения положений Конвенции, а 3 сообщения были признаны неприемлемыми).